# 埃亞雅萊特波斯尼亞
埃亞萊特波斯尼亞 （羅馬化：Eyālet-i Bōsnâ  ;  土耳其語：  ; 塞爾維亞-克羅埃西亞語： （波斯尼亞和黑塞哥維那）是鄂圖曼帝國的一個行政區域，主要位于现今波斯尼亞和黑塞哥維那的領土上。 在大土耳其戰爭之前，他的區域還包括現今克罗地亚的斯拉沃尼亞、利卡和達爾瑪提亞。 1853年所报告的面積为20,281平方英里（52,530平方） 鄂圖曼帝國在歐洲的戰爭持續了整個時期，該省的領土在 1683 年達到了頂峰。
1699年，大土耳其战争鄂圖曼帝国的失敗告終，導致省份領土大幅縮減，失去了所有斯拉夫桑賈克（“波熱什基桑賈克”和“帕克拉奇基桑賈克”）、利卡桑賈克及克利薩和黑塞哥維那桑賈克達爾馬提亞海岸的大部分地區。 省份失去了三個桑賈克，並取消了一個桑賈克（比哈奇桑賈克）： 《卡洛維茨條約》簽訂後，該省只剩下四個桑賈克（其中三個的面積也縮小了）和十二個都督轄區。  《帕薩羅維茲條約》簽訂前，又成立了28個軍事都督轄區，其中超過一半位於邊境沿線。 這種集約化的軍事管理模式與同一邊界另一側的奥地利軍事邊界相呼應。  1703 年，帕夏駐地從薩拉熱窩遷至特拉夫尼克，因為薩拉熱窩在戰爭中毀於戰火；直到 1850 年才遷回。